# Triangle rose

Marquage nazi pour les homosexuels.

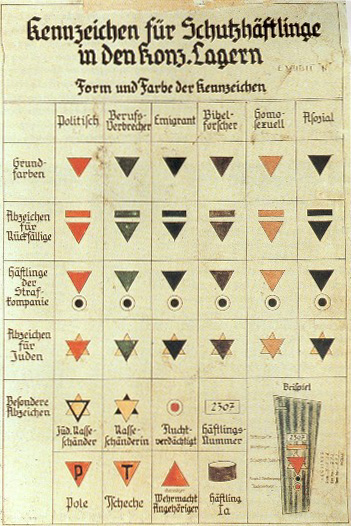
Le triangle rose dans le contexte des autres marquages dans le système concentrationnaire nazi.

Le triangle rose (en allemand : Rosa Winkel) était dans l'univers concentrationnaire nazi le symbole utilisé pour « marquer » les homosexuels masculins, ainsi que par extension, les hommes bisexuels et les femmes trans, considérés comme « homosexuels » par les nazis. 
Pouvant être de taille supérieure aux autres triangles marquant d'autres catégories de détenus, ce symbole de persécution, de discrimination, a été repris par la communauté homosexuelle comme symbole identitaire. L'association ACT UP, entre autres, s'en est servi dans un contexte différent : celui de l'épidémie du sida. SOS homophobie l'utilise comme logo inversé.

## Historique
En Allemagne nazie, la déportation des homosexuels masculins répondait non pas à une logique de persécution systématique[réf. nécessaire] (comme ce fut le cas notamment pour les populations juives ou roms), mais s'inscrivait dans une logique de répression des « indésirables » (asociaux, criminels…) ou des personnes considérées comme dangereuses par le régime en raison de leurs convictions (opposants politiques, Témoins de Jéhovah…). Étaient généralement déportés les homosexuels condamnés pénalement deux fois, dont une fois au moins au titre du paragraphe 175.
Au départ les homosexuels portaient le triangle noir des asociaux. Il n'y avait pas de différence à part une note au dossier. Puis, le triangle rose est apparu. Ce changement de couleur ne peut être interprété que comme une volonté de séparer et d’identifier spécifiquement les homosexuels comme une catégorie à part qui peut être reconnue au loin. L’utilisation du rose nous est apparue comme un choix lourd de sens. C’est non seulement une couleur claire qui est peu portée, mais aussi qui attire l’œil, c’est aussi une couleur qui est associée à la féminité. Ce choix de couleur renforçant peut-être involontairement l’association entre l’homosexualité et l’effémination, le « sexe faible » qu’est la perception de la femme à l’époque.  
Le principal camp pour les homosexuels, même s’il y en avait une petite minorité dans tous les camps, est celui de Sachsenhausen. Dès sa construction, des homosexuels vivent dans ce camp. Ils sont transférés d’autres camps pour aller dans celui-ci. L'histoire de ce camp peut être divisée en trois grandes phases : 1936 à 1939, 1939 à 1942 et 1942 au 22 avril 1945, date de sa libération. Ces trois phases nous renseignent sur la vie des détenus, mais aussi sur l’organisation à l’intérieur du camp. Au fil des trois périodes, le traitement infligé aux détenus se complexifie et devient plus dur. Ce camp a souvent été appelé, par les survivants, le « Auschwitz des gays » à cause de la violence et l’inhumanité que les homosexuels y ont vécues. Dans le camp, on pense qu’il y a eu jusqu’à 1200 homosexuels déportés. On ne peut pas être sûr, car bon nombre de preuves ont été détruites par les nazis avant que les alliés arrivent pour libérer le camp. De nombreux codes étaient associés aux homosexuels, à part le triangle rose. Certains portaient plusieurs catégories comme asocial-juif-homosexuel, etc. Il y avait une volonté de diviser le plus possible les gens entre eux.    
Les prisonniers devaient participer à plusieurs tâches qui étaient rudes. Toutefois, les prisonniers homosexuels étaient souvent assignés aux tâches les plus dangereuses et mortelles. Les kommandos, nom donné pour les travaux extérieurs physiques, comportaient de nombreux endroits. Il y avait la briqueterie, les carrières, les argilières, les gravières, l’essayage de chaussure, les kommandos de déminage, etc.. Les travaux dans les carrières étaient considérés comme les plus mortels. Les porteurs du triangle rose étaient ceux qui y étaient envoyés le plus souvent et dans le plus grand nombre. Les travaux dans les carrières d’argile en particulier étaient les plus acharnés et épuisants. Ceux qui ne travaillaient pas dans les carrières étaient souvent utilisés comme cobayes médicaux.     
La déportation des lesbiennes est moins bien documentée et connue. À cela plusieurs raisons : tout d'abord, et contrairement aux homosexuels de sexe masculin, aucun texte en Allemagne nazie ne condamnait les actes sexuels entre femmes. La classification concentrationnaire ne comportait d'ailleurs pas non plus de triangle de couleur spécifique pour stigmatiser les seules lesbiennes. Les lesbiennes qui furent déportées l'ont été pour d'autres motifs, principalement la judaïté. Les cas recensés sont très rares, et on ne connait pas non plus de personnes pour lesquelles le lesbianisme fut explicitement invoqué comme unique motif de déportation. On a pu penser que les lesbiennes furent déportées comme « asociales » (catégorie comprenant entre autres les réfractaires au travail, les marginaux, des avorteuses, etc.) et donc porteuses du triangle noir. Là aussi, il n'existe pas de cas avéré répertorié à ce jour.
À la fin de la guerre, les camps ont été « libérés » par les alliés. Ce fut la fin des malheurs pour beaucoup mais pas des homosexuels. En effet, la loi est restée en vigueur après 1945 et n'a pas été changé après le régime nazi. Les soldats des autres pays ne traitèrent pas les porteurs du triangle rose différemment non plus, l'opinion vis-à-vis des homosexuels étant tout aussi mauvaise ailleurs qu'en Allemagne. Les homosexuels n’ont pas eu droit à une reconnaissance de leur statut de victime. Ils ne figuraient pas dans la liste officielle et avouer son homosexualité, c’était retourner derrière les barreaux. L’homosexualité et le paragraphe 175 étaient encore d’actualité et nombreux sont ceux qui ont dû finir de purger leur peine en sortant des camps. 
Les chiffres les plus fiables à ce jour ont été donnés par le sociologue allemand Rüdiger Lautmann (en), qui estime le chiffre des déportés homosexuels dans les camps de concentration entre 10 000 à 15 000, dont environ 53 % ont été tués.

### Débats et reconnaissance

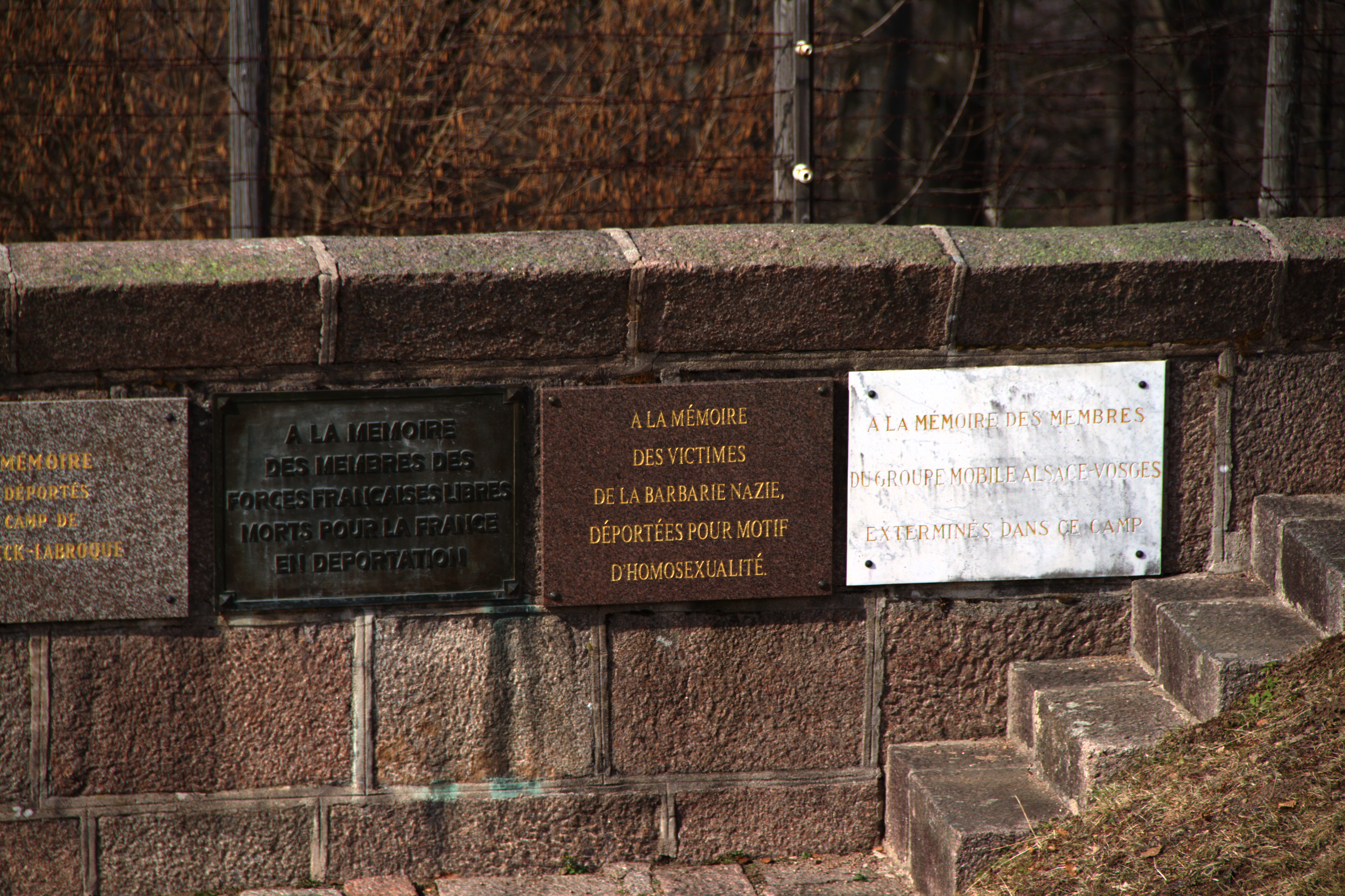
Le mur du souvenir au camp de concentration de Natzweiler-Struthof avec la plaque à la mémoire de la déportation homosexuelle.

La commémoration de la déportation homosexuelle est assez récente. Elle est le fait d'historiens ou encore d'associations identitaires. En France, les Flamands roses ou Le Mémorial de la Déportation Homosexuelle sont des associations qui ont impulsé cette dynamique de mémoire.
La plupart des homosexuels vont retourner dans le silence et dans l'oubli. Il faut attendre 1972 pour que le premier mémoire d’une des victimes, Heinz Heger (en), soit publié et lu par le grand public. Ce mémoire a été la première et l’unique source de témoignage durant plusieurs décennies face à tout ce que les homosexuels ont pu subir dans les camps. C'est seulement en mai 1985 que le président de la République fédérale allemande, Richard von Weizsäcker, reconnaisse publiquement les persécutions nazies infligées aux homosexuels. Cela a quand même demandé du temps avant que les victimes parlent et partagent leur expérience et cela a été long avant qu’on reconnaisse leur statut de victime à part.
En France, une polémique éclate en 2012, quand dans le cadre d'une interview, le député UMP Christian Vanneste qualifie de « légende » la déportation de personnes homosexuelles en France lors de la Seconde Guerre mondiale : « En dehors des trois départements annexés [à l'Allemagne], il n'y a pas eu de déportation homosexuelle en France. » Alors qu'il est violemment attaqué dans la presse et par plusieurs associations LGBT, l'historien Serge Klarsfeld confirme qu'il n'y a pas eu en France de politique de déportation des homosexuels, hormis en Alsace-Moselle, région allemande à cette période.
Les données les plus récentes des historiens montrent en effet que l'homosexualité n'est mentionnée dans les motifs de l'arrestation que pour 62 Français emprisonnés ou déportés, sur lesquels seulement 7 ou 8 l'ont été hors du Reich ou de la zone annexée, et parmi eux, 6 déportés l'ont été sous le motif principal de déportés politiques,,,. La justice confirme à plusieurs reprises que les propos incriminés, conformes à la vérité historique, ne peuvent pas constituer un négationnisme, et ne tombent donc pas sous le coup de sanctions pénales.
À l'heure actuelle, c'est principalement l'association Les « Oublié(e)s » de la Mémoire qui œuvre pour la connaissance et la reconnaissance de cette mémoire en France. Elle a notamment obtenu en février 2008 qu'une rue de Toulouse porte le nom de Pierre Seel, seul Français à avoir obtenu le titre de déporté à la suite de la répression de l'homosexualité par le régime nazi en Alsace annexée. Il faut cependant noter que Pierre Seel n'a jamais porté le triangle rose et n'était pas détenu en camp de concentration. Après une longue bataille personnelle, les autorités françaises l'ont assimilé à un déporté politique - comme la majorité des autres internés du camp de redressement de Schirmeck, où il fut prisonnier de mai à novembre 1941. Son homosexualité avait néanmoins été l'élément déclenchant de son arrestation par les nazis.
Ce sont aussi Les « Oublié(e)s » de la Mémoire qui ont soutenu le projet visant à faire apposer à Mulhouse une plaque honorant sa mémoire ainsi que celle d'autres anonymes de cette ville, arrêtés et déportés pour motif d'homosexualité. Enfin, c'est à l'initiative de cette même association que, le 25 septembre 2010, une plaque dédiée « À la mémoire des victimes de la barbarie nazie, déportées pour motif d'homosexualité » a été inaugurée en Alsace, sur le site de l'ancien camp de concentration de Natzweiler-Struthof : c'était une nouvelle étape dans la reconnaissance de la déportation pour ce motif, à partir d'un territoire français annexé par l'Allemagne nazie.
Ailleurs dans le monde, des plaques ou monuments rappellent la déportation des homosexuels par les nazis. On peut citer les villes d'Amsterdam, Tel Aviv, Berlin, Bologne, La Haye, Francfort, Cologne, Anchorage, Sydney, San Francisco, Barcelone, Sitges et Montevideo.
De même, des plaques ont été apposées sur les sites d'anciens camps de concentration, notamment : Mauthausen, Neuengamme, Dachau, Sachsenhausen, Ravensbrück et Buchenwald.
Le dernier survivant connu de cette déportation était Rudolf Brazda qui fut déporté près de trois ans à Buchenwald, faisant suite à deux condamnations au titre du paragraphe 175. Il est mort le 3 août 2011 à l'âge de 98 ans.
En 2016, une journée d'études universitaire est organisée par Les « Oublié(e)s » de la Mémoire sur le thème « La répression des homosexuels pendant la Seconde Guerre mondiale en France - Une mémoire controversée devenue objet d'histoire ». Elle est soutenue par le ministère de la Défense.

## Cinématographie
- Bent, de Sean Mathias, 1997.
- Paragraph 175 de Rob Epstein et Jeffrey Freidmann, Ours d'or du meilleur documentaire à  la  Berlinale 2002.
- Un amour à taire, de Christian Faure, 2005.
- Il Rosa Nudo, Italie, 2013, est un travail de cinéma expérimental réalisé par Giovanni Coda inspiré de la biographie de Pierre Seel.

## Musique
- L'étoile rose, chanson écrite et composée par Philippe Marlu, enregistrée sur le 45 Tours du duo Bal Perdu (avec Mélécass en face B), puis reprise par Casse-Pipe (figurant sur leur premier album). L'étoile y remplace le triangle pour rappeler le fait que les « anciens combattants ont toujours refusé le statut de déportés [aux homosexuels] au même titre que les Tziganes »
- L'Ange aux Cheveux Roses, chanson de Michel Berger extrait de l'album Différences (1985). Le chanteur fait référence à l'apparition des visages androgynes, qui assument leur originalité, malgré la montée de l'extrême droite et du néo-nazisme. La périphrase de « l'Ange aux cheveux roses » évoque évidemment le triangle rose.[réf. nécessaire]
- Le groupe anglais Bronsky Beat a utilisé le symbole du triangle rose pour la pochette de son premier album The Age Of Consent sorti en 1984.
- Pink Triangle est une chanson du groupe de rock Weezer. Celle-ci est la 8e track de l'album Pinkerton, paru le 24 septembre 1996. Cette chanson a été écrite par le leader de Weezer, Rivers Cuomo. Elle décrit un homme qui tombe amoureux d'une femme, avec qui il imagine pouvoir s'installer et se marier. Cependant, il découvre bientôt que cette femme est lesbienne et qui pense peut-être que lui-même est gay, tandis que celui-ci fantasmait sur elle jusqu'a ce qu'il voit qu'elle portait un triangle rose. La chanson est basée sur une personne réelle que Rivers Cuomo a rencontrée lorsqu'il était étudiant à Harvard.

## Symbole des droits LGBT

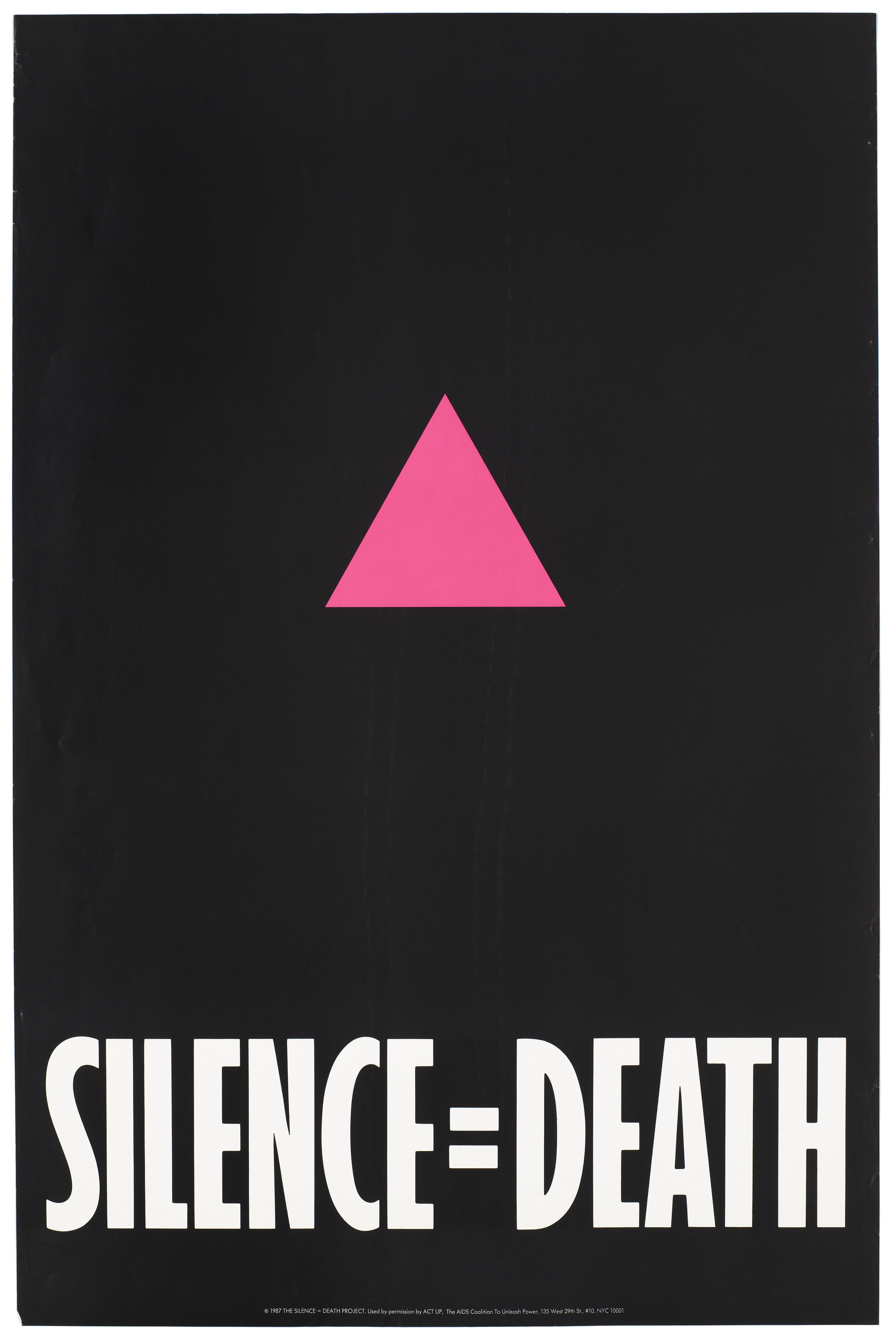
Le poster Silence=Mort avec le triangle rose utilisé par ACT UP comme symbole de lutte contre le SIDA.

Dans les années 1980, le triangle rose est de plus en plus utilisé, non seulement comme symbole de la mémoire de la Seconde Guerre mondiale, mais aussi comme un symbole positif de l'identité homosexuelle. En 1987 le logo de la marche sur Washington pour les droits des lesbiennes et des gays figure le Capitole des États-Unis sur un triangle rose.
Sur un mode plus militant, l'association ACT UP est créée par six militants homosexuels à New York en 1987 pour attirer l'attention sur l'impact de la maladie affectant les hommes gays et bisexuels (Sida), et le rôle de l'homophobie dans le retard pris par la recherche médicale. Cette association adopte comme symbole un triangle rose pointant vers le haut sur un champ noir avec le slogan « SILENCE = MORT » comme logo,,. Certains utilisent le triangle dans cette orientation pour signifier un « renversement » de son utilisation par les nazis,,.
Dans les années 1990, un triangle rose entouré d'un cercle vert est devenu couramment utilisé comme symbole identifiant des « espaces sûrs » pour les personnes LGBT+ au travail ou à l'école,.

Biangles.

Le triangle rose a servi à former les « biangles », symbole de l'identité bisexuelle qui se compose de triangles roses et bleus se chevauchant dans une zone lavande ou violette. Le rose et le bleu symbolisent soit l'homosexualité et l'hétérosexualité, soit le sexe féminin et masculin, symbolisant ainsi la double attirance des bisexuels[réf. nécessaire].